# Sunil Gavaskar
Sunil Manohar Gavaskar (Spitzname: Sunny) (* 10. Juli 1949 in Bombay, Maharashtra, Indien) ist ein ehemaliger indischer Cricketspieler. Er war bei 47 Testmatches und 37 One-Day International Cricket Matches (ODIs) Kapitän des indischen Teams.
Gavaskar gilt als einer der besten opening Batsmen in der Geschichte des Crickets.

## Karriere
Der nur 1,65 Meter große Sunil Gavaskar nahm im März 1971 an seinem ersten Test für Indien gegen das Team der West Indies in Port of Spain, Trinidad teil. Bei dieser Testserie gegen die West Indies, die insgesamt 5 Testmatches umfasste, hinterließ er einen bleibenden Eindruck, denn ihm gelangen insgesamt hervorragende 774 Runs, also im Durchschnitt 154.80 Runs pro Wicket. Damit war er der erste Inder, der 4 Centuries (mindestens 100 erzielte runs) in einer Testserie erzielte. Mit seiner Leistung hatte er erheblichen Anteil daran, dass das indische Team zum ersten Mal überhaupt eine Testserie gegen die West Indies in der Karibik gewinnen konnte. Insgesamt absolvierte Gavaskar während seiner Laufbahn 125 Begegnungen im Test Cricket für das indische Team, bei denen er 10122 Runs (51,12 Runs pro Wicket) erzielte. Bei der Tour Pakistans in Indien 1986/87 erreichte er die Marke von 10.000 Test Runs und war der erste Cricketspieler überhaupt, dem das gelang. Zudem erzielte er 34 Test-Centuries, womit hielt er lang den Rekord für die meisten Testcenturies hielt. Dieser Rekord wurde im Jahr 2005 von seinem Landsmann Sachin Tendulkar gebrochen. Des Weiteren absolvierte Sunil Gavaskar insgesamt 108 ODIs für Indien, bei denen er 3092 Runs erzielte (35.13 Runs pro Wicket). Mit dem indischen Team nahm er außerdem an vier Cricket Weltmeisterschaften teil (1975, 1979, 1983 und 1987). Mit seinem Team konnte er das Turnier 1983 gewinnen.